# Maxhütte-Haidhof
Maxhütte-Haidhof ist eine Stadt im Oberpfälzer Landkreis Schwandorf etwa 20 Kilometer nördlich von Regensburg gelegen. Die Stadt verdankt ihre Entstehung und ihren Namen dem Stahl-Eisenwerk Maxhütte-Haidhof, das nach dem bayerischen König Maximilian II. benannt wurde und 1853 auf einem Gelände der Stadt Burglengenfeld erbaut worden war, das man Sauforst nannte. Später wurde zusätzlich das Zweigwerk Maxhütte in Sulzbach-Rosenberg gegründet. Das in Burglengenfeld gegründete Eisenwerk, von dem ein Gemälde aus dem Jahre 1878 existiert, wurde im Auftrag der Eisenwerksgesellschaft Maximilianhütte erstellt. Die Gesellschaft ließ ab 1867 in drei Bauabschnitten eine zum Werk gehörende Werkssiedlung mit zum Teil großen Wohnhäusern für bis zu sechs Familien für Arbeiter, Meister und Angestellte auf dem Gebiet der Landgemeinde Ibenthann errichten. Zusätzlich wurden auch mehrere Villen für leitende Angestellte (Werksbeamte) erbaut. Die Siedlung, die nicht ohne die Maximilianshütte entstanden wäre, stellt die Keimzelle dar, aus der schließlich die Stadt Maxhütte-Haidhof hervorging.

## Geografie

### Lage
Die Stadt Maxhütte-Haidhof liegt zentral in der mittleren Oberpfalz im Städtedreieck Teublitz, Burglengenfeld und Maxhütte-Haidhof, an der westlichen Grenze zum vorderen Bayerischen Wald, 20 km nördlich von Regensburg, der Hauptstadt der Oberpfalz und 14 km südlich der Kreisstadt Schwandorf.

### Gemeindegliederung
Es gibt 40 Gemeindeteile (in Klammern ist der Siedlungstyp angegeben):
- Almenhof (Einöde)
- Almenhöhe (Dorf)
- Berghof (Einöde)
- Binkenhofen (Weiler)
- Birkenhöhe (Dorf)
- Birkenzell (Siedlung)
- Blattenhof (Einöde)
- Brücklhof (Einöde)
- Brunnheim (Einöde)
- Demlhof (Burg)
- Eichelberg (Einöde)
- Engelbrunn (Einöde)
- Fürsthof (Einöde)
- Haidhof (Dorf)
- Harberhof (Einöde)
- Haugshöhe (Einöde)
- Ibenthann (Dorf)
- Kappl (Kirchdorf)
- Katzheim (Dorf)
- Kreilnberg (Einöde)
- Lehenhaus (Einöde)
- Leonberg (Pfarrdorf)
- Lintermühle (Einöde)
- Maxhütte (Hauptort)
- Meßnerskreith (Dorf)
- Pfaltermühle (Einöde)
- Pirkensee (Pfarrdorf)
- Ponholz (Dorf)
- Rappenbügl (Pfarrdorf)
- Roding (Dorf)
- Rohrhof (Industrieort)
- Roßbach (Weiler)
- Roßbergeröd (Dorf)
- Schwarzhof (Einöde)
- Stadlhof (Einöde)
- Steinhof (Einöde)
- Strieglhof (Weiler)
- Verau (Dorf)
- Winkerling (Dorf)
- Ziegelhütte (Dorf)

## Vorgeschichte

### Von der Landgemeinde Ibenthann zur Stadtgemeinde Maxhütte

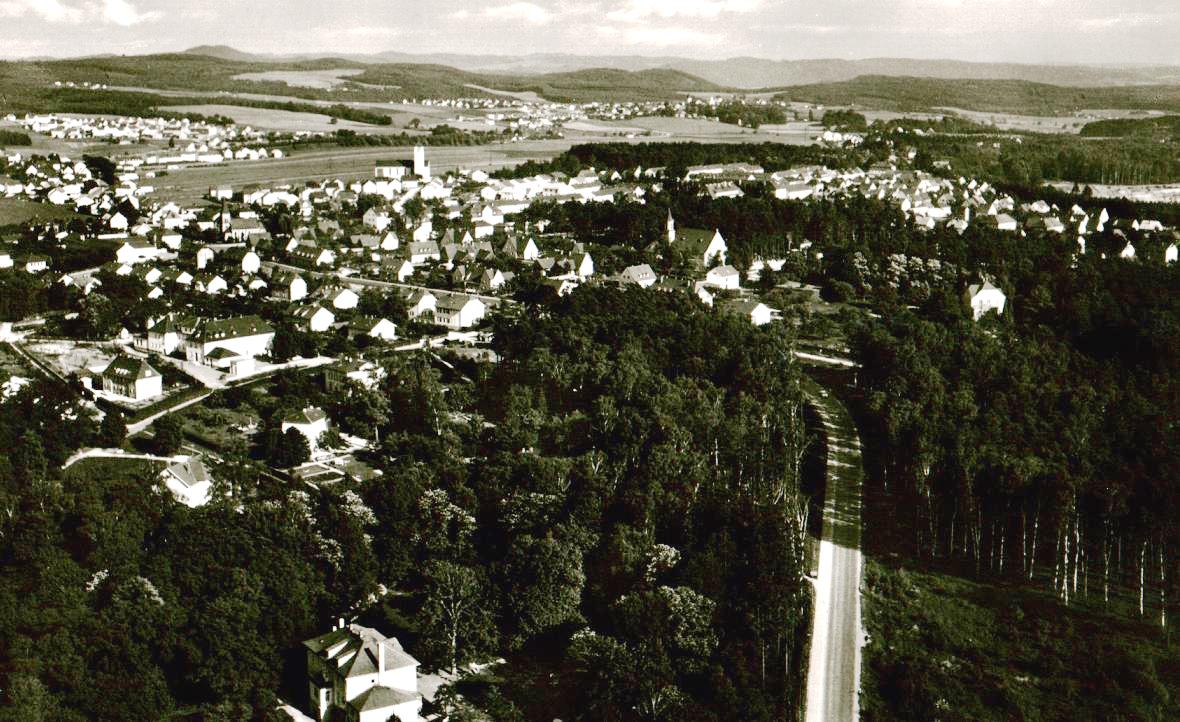
Maxhütte-Haidhof, 1966, Ansicht von Nord-West

Die Landgemeinde Ibenthann wurde gebildet aus den Ortsgründen der Dörfer Ibenthann, Roding und Winkerling mit den Gehöften Steinhof, Rohrhof, Strieglhof und Sauforst, wobei der Sauforst 1820 nur 14 Einwohner zählte und überwiegend aus Sumpf, Brachland und Wald bestand.
Als Ansiedlungen entstanden Maxhütte, Maxzeche, Luisenzeche, Bergschenke, Kieshaus, Neuhaus (heute alle im Ortsbereich Maxhütte), Oberstrieglhof, Deglhof, Roßbergeröd und Birkenzell.

#### Etymologie und Namensherkunft
Sinn und Bedeutung des Namens Ibenthann ist schwer einwandfrei zu klären.
Am weitesten verbreitet ist die Ansicht, dass der Name mit der Eibe in Verbindung gebracht werden müsste, da man zu wissen glaubt, dass Ludwig XIV. Eiben aus dieser Gegend als „deutsches Eibenholz“ kaufte. Ibenthann käme demzufolge also von Eibenthann, Eibe bildete sich aus ‚Iwa‘ oder ‚Iba‘. Etymologisch wäre diese Wortherkunft weniger gut erklärbar, da sehr selten „Ei“ zu „I“ wurde.
In älteren Urkunden ist 1610 Ibenthan, 1589 Ybenthan, 1538 Uebenthann, 1497 Innthan und 1437 Ymptann zu finden.
Ein anderer Erklärungsversuch leitet Ibenthann von dem althochdeutschen Wort ‚impi‘ (mittelhochdeutsch ‚imbe‘ und neuhochdeutsch ‚Imme‘), also Biene ab. Das Orientierungsobjekt (bei der Ortsgründung) bildeten demnach einige oder mehrere Tannen, die von wilden Bienen bevölkert waren. Der „Haidhof“ und die Felder „Auf der Haid“ scheinen die Annahme zu unterstützen.
Die einfachste und naheliegendste Erklärung gibt das Hauptstaatsarchiv: „Eine Urkunde von 1437 hat die Form Ymptann. Diese Form zeigt deutlich die Herkunft des Namens: in dem Tann oder im Tann (imptann). Der Buchstabe p schiebt sich gern zwischen wortschließendes m und anfangendes t ein.“
Am 26. April 1938 wurde der Name der Gemeinde geändert, die seitdem nach ihrem größten Ort Maxhütte benannt ist.
„Ortsnamensänderung. Durch Erlass des Herrn Reichsstatthalters in Bayern vom 26. April 1938 Zch. Wd 4/18; 2 wurde bestimmt, daß der Name der Gemeinde Ibenthann, Bezirksamt Burglengenfeld, in ‚Maxhütte‘ geändert wird.“

#### Stadtgründung und Eingemeindungen
Am 4. Juli 1953 wurde die Gemeinde Maxhütte zur Stadt erhoben. Am 1. Februar 1956 fusionierte die Stadt Maxhütte mit der Gemeinde Meßnerskreith zur neuen Stadt Maxhütte-Haidhof. Im Zuge der Gebietsreform in Bayern erfolgte am 1. Januar 1972 die Eingemeindung von Leonberg und Pirkensee. Am 1. Mai 1978 wurde die Gemeinde Ponholz (Landkreis Regensburg) aufgelöst und ihr Hauptteil in die Stadt Maxhütte-Haidhof eingegliedert.

### Mittelalter und Folgezeit
Das Gebiet der heutigen Stadt Maxhütte-Haidhof in der Oberpfalz gehörte zum im 16. Jahrhundert entstandenen Herzogtum Pfalz-Neuburg, einem Fürstentum der pfälzischen Wittelsbacher, und zu dessen Gerichtsherrschaft Lengenfeld. 1777 fielen diese Gebiete an Kurpfalz-Bayern, das 1806 im Königreich Bayern aufging.
Im Jahr 1280 erfolgte im Urbarium Baiuwarae Transdanubianae die erste urkundliche Nennung von zwei Bauernhöfen im „Sauforst“. Im Urkundentext heißt es: „De duabus Curiis Schawenforst“. Im Vicedominatus Lengvelt erscheint 1326 ein Plach als Besitzer der beiden Höfe: „Schawenforst due Curie […] Placho habet“. Auch in der Festschrift zur Stadterhebung Maxhütte-Haidhofs ist zu lesen, dass sich im Sauforst, wo die Eisenwerkgesellschaft entstand, im Jahr 1280 nur zwei Höfe befanden, darunter ein Wirtshaus und ein Gebäude im Zentrumsbereich der späteren Siedlung Maxhütte Nord.
Leonberg wurde im Jahre 1233 als Limperc genannt. Pirkensee erscheint erstmals 1326 in den Salbüchern.

### 19. und 20. Jahrhundert
Um 1800 findet sich erstmals der Begriff „Schaumforst“ und „Saumforst“ und etwas später 1845, zur Zeit der erstmaligen Entdeckung von Kohlevorkommen, findet sich der Begriff „Sauforst“. Der Ursprung der Bezeichnung „Sauforst“ liegt in dem Umstand, dass der Forst zwischen Burglengenfeld und Maxhütte die Sicht von der Feste Lengenfeld gegen den feindlich bedrohten Osten vollständig behinderte, so dass – ähnlich wie bei den Schaubergen und -steinen – zur Sicherung ein Schauposten ausgestellt werden musste. Ortsnamen analoger Herkunft sind Schaumburg und Schaumstein.

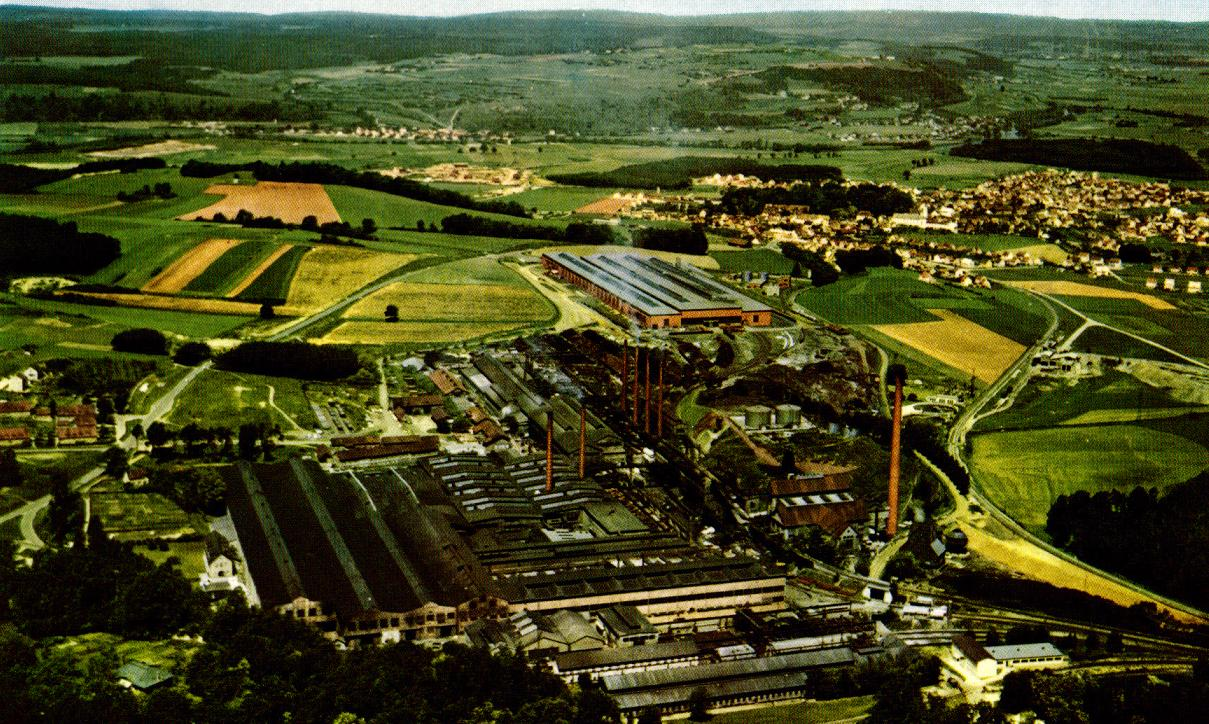
Eisenwerk Maximilianshütte um 1964, im Hintergrund Teublitz

#### Braunkohleförderung
Im Jahre 1820 zählte der Sauforst 14 Einwohner, die Lebensunterhalt und Erwerb durch Landwirtschaft sicherten. Diese Lebensart begann sich im Jahr 1835 drastisch zu ändern. In Erzählungen ist überliefert, dass damals nach einem heftigen Gewitterregen bei Verau Gräben und Vertiefungen ausgespült wurden und dabei eine bräunliche Masse zum Vorschein kam. Erzählt wird, dass ein Schlossermeister aus Leonberg von dieser Fundstelle Kohlebrocken mit nach Hause genommen habe, um zu klären, ob sich die Fundstücke zum Verbrennen und zum Heizen eignen. Nahe dem Fundort lag das Anwesen des „Ökonomen“ (damalige Bezeichnung für Landwirt) Birkenseher, der eine Fuhre der Kohle nach Amberg brachte, um sie auf ihren Heizwert untersuchen zu lassen. Das Ergebnis war zufriedenstellend und die Kunde von Kohlefunden im Sauforst verbreitete sich rasch im kohlearmen Bayern. Die ersten planmäßigen Bewilligungen von Genehmigungen zum Bergbau erhielten 1846 der Apotheker Brenner aus Burglengenfeld zusammen mit dem Sauforster Hofbesitzer Sulzberger und mit Graf Oberndorf in Regendorf.
Angezogen vom neuen Braunkohlevorkommen kaufte bereits 1845 Josef Friedrich Fikentscher aus Regensburg den Oberen Strieglhof. Fikentscher besaß im Umfeld von Regensburg mehrere Zuckerrüben-Güter und hatte im Stadtgebiet in der Kumpfmühlerstraße, am Ort des heutigen Justizgebäudes eine Zuckerfabrik erbaut, die aber bereits 1888 ihren Betrieb wieder einstellen musste.
Aus dem Unternehmen von Fikentscher entwickelte sich in der Folgezeit die Oberpfälzische Braunkohlengewerkschaft Haidhof und im weiteren Verlauf die Bayerische Überlandcentrale AG (BÜC) bzw. die Oberpfalzwerke AG. Diese zweigten dann auf in die Oberpfälzische Braunkohlenwerke GmbH, die schließlich durch die Oberpfälzische Schamotte- und Tonwerke GmbH abgelöst wurde.

#### Gründung des Eisenwerks Maximilianshütte
Im Jahr 1851 gründeten die beiden belgischen Industriellen Telemaque Michiels und Henry Goffard zur Ausbeutung der Kohlevorkommen im Sauforst bei Burglengenfeld die Commanditgesellschaft auf Aktien „T. Michiels, H. Coffard u. Cie“. Nach dem Ausscheiden von Michiels entstand unter Leitung von Goffard im Jahr 1853 eine Eisenwerkgesellschaft, die sog. Sauforster Hütte, die dann auf Antrag des Unternehmens unter dem Namen des bayerischen Königs Maximilian II als Eisenwerkgesellschaft Maximilianshütte auftreten durfte. Der Betrieb startete mit erheblichen technischen und personellen Schwierigkeiten und zusätzlich starb schon 1854 der Gründer des Unternehmens Henry Goffard im Alter von nur 32 Jahren. Die Leitung des Unternehmens übernahm der Oberingenieur Ernst Fromm, sen. (* 1822 † 1891).1886 folgte ihm sein Sohn Ernst von Fromm, jun.(* 1854 † 1923), der das Werk bis 1915 leitete.
1864 wurden im Stammwerk Maxhütte-Haidhof neu entwickelte Martinsöfen erprobt. Im gleichen Jahr wurde im 60 km nordwestlich vom Stammwerk entfernten Sulzbach-Rosenberg das Zweigwerk Maxhütte Sulzbach mit einem Fertigwalzwerk gegründet. 30 Jahre später wurde auch die Hauptverwaltung nach Sulzbach-Rosenberg verlegt.

#### Gründung der Werkssiedlung
Bereits in den Jahren der Betriebsgründung der Maximilianshütte begann mit dem Bau von Werkswohnungen auch die Besiedlung des Sauforstes im heutigen Gebiet von Maxhütte Nord. Diese Maßnahmen waren Voraussetzung zur Betriebsaufnahme und zum Aufbau eines Arbeiterstammes. Aus der so entstehenden Werkssiedlung entstand schließlich die Stadt Maxhütte-Haidhof. Beim Vergleich mit anderen Werkssiedlungen ist die Entstehung dieser Siedlung ein Sonderfall, weil deren Bauten nicht als Ergänzungen einer bereits bestehenden Wohnbebauung entstanden, sondern eine planvolle Neuentwicklung darstellen. Das Ergebnis wird vom Heimatpfleger der Gemeinde Maxhütte-Haidhof mit den Worten beschrieben: „Das Eisenwerk mit der Wohnsiedlung war mit ihren eigenen Straßen und ihrer eigenen Wasser- und Stromversorgung eine eigene Stadt innerhalb der Gemeinde.“
Die Siedlung war als eine planvoll stark durchgrünte Siedlung erbaut worden. Ihr ältester Teil sollte 1984 vom Bayerischen Landesamt für Denkmalpflege als bedeutendes Industrieensemble ausgewiesen werden. Die Ausweisung als Ensemble kam aber nach Widerspruch der Eisenwerkgesellschaft und der Stadt Maxhütte-Haidhof nicht zustande.

#### Villenbauten und Liste der Villen
Zur ursprünglichen Besiedlung des Sauforstes existieren verschiedene Darstellungen. Die Besiedlung im 19. Jahrhundert begann nach 1854 mit dem Bau sog. Beamtenwohnhäuser auf dem Höhenrücken südlich des Hüttenwerks, dem heutigen Maxhütte-Nord.
In der folgenden Liste werden ehemalige Besitzer und ihre Villen bzw. Beamtenwohnhäuser genannt, die sich, teilweise stark verändert, erhalten haben.
1. Fromm-Villa, An der Rollbahn 6.(Foto von 2019). Erbaut 1854 im Stil des Spätklassizismus für den Oberingenieur Ernst Fromm (sen.), der das Werk bis 1886 leitete. Die Villa lag mit der Nordseite zum Eisenwerk mitten in einem weitläufigen Park mit Blick über das Werksgelände bis hin zum Münchshofener Berg. Mit der Verlegung der Werksverwaltung nach Sulzbach Rosenberg musste die Familie das Haus 1894 verlassen. Die Aufnahme des Gebäudes in die Denkmalliste wurde 2010 vom BLfD abgelehnt, obwohl der Villa eine bedeutende heimatgeschichtliche Bedeutung zukommt. Zudem löst die Villa das im Klassizismus angestrebte Ideal des harmonischen Zusammenspiels von Architektur und Natur überzeugend ein.[12]
2. Villa Hannemann, Ernst-von-Fromm-Straße 8 (Foto um 1918).Erbaut 1858 auf großem Grundstück mit Blick über das Werksgelände. Grundstück mit altem Baumbestand, Teich und Garten, später z. T. genutzt als Biergarten der Hüttenschänke. Nach 1912 Anbau und Änderung der Nutzung für Arztpraxis, DGB-Büro und Betriebskrankenkasse der Eisenwerksgesellschaft. Nach 1980 Privatisierung und Aufteilung in Einzelwohnungen mit industriell gefertigten Fassadenelementen. Fällung der Bäume im Garten und Neubau eines Reihenhauses für 6 Familien. Der Gesamteindruck der Villa ging völlig verloren.
3. Reckziegelhaus, (Herkunft des Namens unklar), Ernst-von-Fromm-Straße 5/7 (Foto um 1950). Erbaut 1872. Ursprünglich eine großzügige Villa für eine Familie, die später als Zweifamilien-Etagenvilla umgebaut wurde.
4. Ziegler Villa, An der Rollbahn 7.(Foto von 2021). Erbaut 1873/1874 vermutlich als Direktorenvilla für Ernst von Fromm jun., der 1886 die Leitung des Werks Maxhütte übernahm. 1902 erfolgte der Anbau eines Altans mit Gusseisengeländer nach Süden hin. Der heutige Name der Villa geht zurück auf die Familie des Direktors Karl Ziegler, die in den 1950er Jahren die Villa bewohnte. Die Villa wird vom BLFD als einziges Wohngebäude der Eisenwerksgesellschaft als Baudenkmal in der Liste der Baudenkmäler geführt und ist dort beschrieben als „zweigeschossiger Walmdachbau mit Giebelrisalit. Rundbogenfenster im Obergeschoss und historisierende Fassadengliederung mit Stuck- und Terrakottaelementen, um 1880“.
5. Beamtenwohnhaus, An der Rollbahn 4. nördlich der Ziegler Villa (Foto von 2018 und Lithografien, Postkarten) Schlichte Baukörper mit Satteldächern, die mit benachbarten Villen ein Ensemble bildeten.
6. Villa Amalia, Amaliaweg 1. (Abbildung in den Baugenehmigungsakten Staatsarchiv Amberg, Landratsamt Burglengenfeld 120/1906). Erbaut 1906 als Landhaus für Genrealmayorstochter Amalia Frey nach Plänen des damaligen Regensburger Star-Architekten Joseph Koch. Die relativ kleine Villa weist Einflüsse der englischen Landhausbewegung auf und verzichtete auf repräsentative Wirkung, wie sie den vorgenannten Villen zu eigen ist. Mit Krüppelwalmdach kleinen Gauben und Fensterläden vermittelte die Villa eher Behaglichkeit. Nach dem Tod Amalia Freys, 1924, wurde die Villa im Auftrag des Eisenwerks durch einen Anbau erweitert. Zu der Villa gehörte ein Park, der sich weit nach Norden entlang der heutigen Schwandorfer Straße erstreckte. 1946 wurde der Park gesperrt, weil die im Untergrund befindlichen Bergwerksstollen einzubrechen drohten. Nach Verfüllung der Stollen wurden dort nach 1980 Tennisplätze angelegt.[12]
7. Villa Schneider (später genannt: Vogel-Villa, erbaut 1924 Burglengenfelder Straße (heute Villenstr. 1) für Kommerzienrat Karl Schneider, der eine führende arbeitnehmerfreundliche Persönlichkeit in der Eisenindustrie war. Vogel war von 1936 bis 1945 Leiter und Direktor der Eisenwerksgesellschaft und verlor seine Stellung im Verlauf der Entnazifizierung. Nach dem 2. Weltkrieg wurde die Villa bis 1949 von Familien amerikanischer Besatzungsoffiziere bewohnt. 1953 wurde die Villa zu einem Dreifamilienhaus umgebaut. Nach 1990 wurde das zugehörige große Grundstück mit Waschhaus, Stallgebäude, Kraftwagenhalle, Gärtnerhaus, Gewächshaus und Tennisplatz parzelliert und mit Einfamilienhäusern bebaut. Erhalten sind einige Umbaupläne aus dieser Zeit.

#### Siedlungsbauten und Liste der Bauabschnitte
1. Im 1. Bauabschnitt ab 1867 bis 1908 entstanden elf eingeschossige, freistehende Zweifamilienhäuser für Arbeiter mit jeweils einer Dachkammer, einem Keller und Garten mit Waschhaus. Gebaut wurde in zwei versetzt gestaffelten Reihen in den beiden Straßen Unter den Eichen und in der Alten Gasse.
2. Im 2. Bauabschnitt von 1908 bis 1920 wurden fünf zweigeschossige Mehrfamilienhäuser mit gleicher Dachform und gleichem Erscheinungsbild gebaut, zwei davon als Häuser für jeweils sechs Arbeiterfamilien am sog. Sechserweg, zwischen der heutigen Burglengenfelderstraße und der Alten Gasse. Der Sechserweg war benannt nach der Anzahl der in diesen Häusern vorhandenen sechs Wohnungen. Die drei weiteren Häuser, entstanden am Sauforst, wo bereits ein vielfältiges Siedlungsgefüge existierte, und an der Ernst-Fromm-Straße. Die Häuser hatten größere Wohnräume und waren vorgesehen für Beamte, Angestellte und Meister. Erbaut wurden die Häuser ebenso wie die benachbarte ev. luth. Kirche mit Steinen aus Hochofenschlacke.
3. Der 3. Bauabschnitt mit Häusern für Arbeiter entstand von 1919 bis 1923 und wurde mit dem auch im Ruhrgebiet gängigen Begriff Kolonie bezeichnet. Die Kolonie entstand südlich der Burglengenfelder Straße zwischen der ev. luth. Kirche und der kathol. Kirche. Es entstanden elf Arbeiterwohnhäuser mit angegliederten Waschhäusern, Stallgebäuden und Holzlegen. Die unterschiedlichen Grund- und Aufrisse, waren geeignet für zwei und für vier Familien. Die neuen Häuser mit spitz zulaufenden Dächern unterschieden sich deutlich von den bereits vorhandenen älteren Wohnhäusern mit Satteldächern, so dass sich ein abwechslungsreiches Siedlungsbild ergab.

Um 1921 entstanden weitere sieben Vierfamilienarbeiterhäuser an der Kirchen-, der Engelbert-Gstettenbauer- und der Burglegenfelder Straße mit markanten firstgedrehten Giebeln und mit rechtwinklig an die Häuser angeschlossenen Nebengebäuden in den Gärten. Damit wurde eine Gruppenbauweise entwickelt, die es vermied, dass eintönige Anordnungen von Doppelhäusern entstanden. (mehrere Abbildungen ab 1900) Nach 1923 wurden weitere Pläne für Gebäude in Gruppenbauweise entwickelt aber nicht verwirklicht.
Entstanden war ein sowohl nach sozialen Gesichtspunkten wie auch in der Gestaltung ansprechendes Siedlungsbild auf einer relativ kleinen Fläche. Das heutige Bild der Siedlung ist jedoch an vielen Abschnitten stark gestört. Schon vor der Privatisierung der Immobilien hatte die Eisenwerksgesellschaft mit baulichen Veränderungen begonnen, die das Siedlungsbild beeinträchtigten. Nach der Privatisierung der Immobilien verstärkte sich diese Entwicklung, weil die Stadt bis heute weder für die Arbeitersiedlung noch für die Gesamtheit der Siedlung ein städtebauliches Konzept entwickelt hat, das den Zustand der Siedlung bewahren kann. Es existiert nur eine Satzung für die erst nach 1950 entstandene Siedlung der Eisenwerkgesellschaft, die in Zeilentorbauweise entlang der Regensburger Straße entstanden ist.

#### Liste der Bauwerke für Verwaltung, Versorgung und Gesellschaftsleben
1. Das Direktionsgebäude der Eisenwerksgesellschaft, genannt Comptoir, entstand zwischen 1870 und 1890 unterhalb des bewaldeten Hügels. Es wurde um 1911 mit einem eingeschossigen Anbau erweitert, der später noch ein Obergeschoss erhielt. Die Fassade des repräsentativen Gebäudes wurde durch einen deutlich ausgeprägte Mittelrisalit bestimmt, in dessen Untergeschoss sich der arkadenartige Eingangsbereich befand, zu dem zwei symmetrisch angeordnete Freitreppen führten. Das Dach zierte ein Uhrtürmchen. (Foto von 1911) Vom Eingang aus hatte man einen Blick über das Haupttor des Eisenwerks. Das für die Industriegeschichte der Stadt bedeutende Baudenkmal wurde im Jahr 2010 mit Erlaubnis der Unteren Denkmalschutzbehörde wegen Baufälligkeit abgebrochen.
2. Ein Schulgebäude wurde schon sehr früh in einem Bericht der Werksleitung aus dem Jahr 1885 gefordert. Damals wuchsen bereits 27 schulpflichtige Kinder von im Werk beschäftigten Werkmeistern, Steigern und Vorarbeitern ohne Schulbildung vor Ort auf. Da benachbarte Schulen überfüllt oder zu weit entfernt waren, stellte Ernst Fromm (sen.) als Leiter des Eisenwerks 1861 das spätere Werksmagazin auf dem Werksgelände als provisorischen Unterrichtsraum zur Verfügung. Wenige Jahre später wurde der Unterricht in ein Gebäude an der Ernst-von-Fromm-Straße verlegt. Unter dem Schulleiter Josef Rester, der sich stark für einen Schulneubau eingesetzt hatte, kam es 1925 zum Bau eines Schulgebäudes an der Regensburger Straße.
3. Für den Bau der Rester-Villa wurde dem langjährigen Leiter der Schule Josef Rester von der Eisenwerkgesellschaft ein großes Grundstück auf der Maxhöhe außerhalb des Siedlungsgebietes Maxhütte-Nord zur Verfügung gestellt. Dort entstand nach eigenen Entwürfen des Schulleiters die sogenannte Rester-Villa am Gartenweg 3.(Foto 1930)
4. Ein zweigeschossiges Werksgasthaus mit Metzgerei entstand 1872 als mehrteiliger Gebäudekomplex mit Satteldach und Gaube an der Kreuzung von Ernst-von-Fromm-Straße und Engelbert-Gstettenbauer-Straße. Das Gebäude war weit an den Abhang vorgebaut mit Blick auf das Eisenhüttenwerk mit seinen Hallendächern und Kaminen, (Foto 1913). 1924 erfolgten umfangreiche Baumaßnahmen am Stallgebäude, Schlachthaus und Eiskeller. Auch eine Kegelbahn mit Aufenthaltsraum wurde gebaut. 1960 wurde das Werksgasthaus, das ein Mittelpunkt gesellschaftlichen Lebens der Stadt Maxhütte geworden war, zu Gunsten eines großen Wohnhauses mit Garagen abgebrochen.[3]
5. Im Jahr 1906 entstand benachbart zum Werksgasthaus das Geschäftshaus für den Consum-Verein Maxhütte, dessen Waren nur an Werksangehörige der Eisenwerkgesellschaft verkauft wurden (Foto Bauplan 1906). Nach dem Auszug des Consumsvereins um 1950 wurde das Gebäude nach Anbau eines Saales mit Kegelbahn als Gaststätte Hüttenschänke genutzt, die von einer ausgedehnten Grünanlage umgeben war (Foto 2010). Der zugehörige Biergarten mit alten Eichen und Kastanien wurde von der Eisenwerkgesellschaft zu großen Veranstaltungen genutzt. 1984 wurde der Vorschlag des BLfD, das Gebäude und die Anlage unter Denkmalschutz zu stellen, von der Eisenwerkgesellschaft als Eigentümer und in der Folge auch von der Stadtverwaltung abgelehnt.[3]
6. 1921 wurde an der Ernst-von-Fromm-Straße Nr. 1 ein Feuerwehrhaus als langgestrecktes Gebäude mit vier zweiflügeligen Toren und Mansarddach erstellt, das sich gut in die bestehende Bebauung zwischen Weg am Sauforst und Burglengenfelder Straße einpasste. Später wurde das Gebäude zu einem Mehrfamilienhaus so umgebaut, dass die ursprüngliche Nutzung des Hauses nicht mehr zu erkennen ist.
7. 1922 wurde an der Schwandorfer Straße das Alte Casino erbaut. Der zweigeschossig kubische Baukörper knüpfte an die klassizistische Formensprache der vor 1900 entstandenen Villen an. Bei den Rundbogenfenstern im Untergeschoss und den Rechteckfenstern im Obergeschoss setzten die Fensterläden besondere Akzente. Mit dem ausladenden Walmdach vermittelte das Gebäude einen stilvollen und gleichzeitig behaglichen Eindruck. 1958 wurde das Casinogebäude durch einen modernen Neubau an gleicher Stelle (Schwandorfer Straße Nr. 3) ersetzt.
8. 1922 entstand nach dem Entwurf von Professor Franz Zell, der als Architekt ein Vertreter des Heimatstils war, die katholische Kirche St. Barbara mit tonnengewölbtem Langhaus, Satteldach und eingezogenem Polygonalchor. Der Turm hat ein octogonales Obergeschoss mit Spitzhelm. Ein Arkadenübergang verbindet Kirche und Pfarrhaus.
9. 1927 wurde das ebenfalls vom Architekten Franz Zell geplante Kinder- und Jugendheim der katholischen Kirchenstiftung St. Barbara dort eröffnet, wo sich vormals die alte Schule befand. Der Neubau entstand an der Ernst-von-Fromm-Straße Nr. 6 als zweigeschossiger Bau mit Grundriss in T-Form, ausgebautem Dachstuhl und Walmdach. Betrieben wurde das Heim mit Kindergarten und Spielplatz von den Niederbronner Schwestern, die dort auch ein Wohnheim errichteten. Zusätzlich wurde eine Hausmeisterwohnung und ein Saalbau für Veranstaltungen errichtet, in dem auch Theateraufführungen stattfanden. Der äußere Eindruck des recht wuchtigen Baukörpers (Foto 1936) wurde durch Lisenen und Gesimse sowie durch viele Fenster gegliedert, die alle Fensterläden aufwiesen. Damit passte sich das Gebäude gut ein in das Ensemble der Gebäude der Werkssiedlung. Um nach 1933 die Übernahme des Kinderheims durch die NSDAP zu verhindern, wurde das Heim an die Eisenwerksgesellschaft verkauft und diente in der folgenden Kriegszeit als Lager für Gefangene, die im Eisenwerk arbeiten mussten. Nach dem Krieg diente das Heim kurzzeitig als Unterkunft für Flüchtlinge und für amerikanische Besatzungstruppen. Im April 1950 erfolgte die Rückgabe des Heims an die katholischen Kirchenstiftung St. Barbara. Die Stiftung war der Auffassung, dass die weitere Nutzung der Gebäude als Kinderheim nicht rentabel sei und verkaufte das Grundstück. Der Gebäudekomplex wurde 2007 abgebrochen und es entstand ein dreigeschossiges Seniorenheim mit Flachdach.[3]
10. Ab 1925 war der Architekt Franz Zell im Zusammenhang mit dem Bau der Kirche St. Barbara auch mit der Planung eines der Kirche benachbarten Friedhofs befasst. Der Friedhof sollte als Waldfriedhof mit Leichenhaus, Umfassungsmauer angelegt werden. Das große bewaldeten Grundstück wurde von der Eisenwerkgesellschaft zur Verfügung gestellt. Die Tatsache, dass der Friedhof als Waldfriedhof geplant und realisiert wurde, korrespondiert durchaus mit der Absicht der Eisenwerkgesellschaft, die Emissionen des benachbarten Hüttenwerks durch eine großzügige Durchgrünung des Siedlungsgebiets zu schützen und zugleich ein ansprechendes Siedlungsbild zu erzielen. Wichtig für eine umfassende Durchgrünung waren natürlich auch die großen Gartengrundstücke der Villen, die als Parkanlagen und mit Obst- und Gemüsegärten angelegt waren. Prägend waren auch die beiden Kastanienalleen, die täglich von den Arbeitern auf dem Weg zum Eisenwerk genutzt wurden und Teil der großen Parkanlage zwischen Eisenhütte und Werkssiedlung waren. Die Kastanienbäume der Allee in Verlängerung der Ernst-von-Fromm-Straße haben sich erhalten. Die Kastanien an der Allee, die von der Hüttenschänke zum Eisenwerk führte, wurden um 1950 durch italienische Pappeln ersetzt. Nach Abschluss der Bauarbeiten an Kirche und Friedhof wurde klar sichtbar, dass die Mitglieder des Kirchenbauvereins St. Barbara großen Wert auf ein harmonisches Zusammenwirken von Wald, Kirche und Gräberfeldern mit dem sich anschließenden Siedlungsgebiet gelegt hatten.[3]

### Konkurs und Folgeereignisse
Am 16. April 1987 stellte die Maximilianshütte einen Konkursantrag. 1990 beendete das Eisenwerk seine Produktion, hunderte von Arbeitsplätzen gingen verloren.
Die Stadt setzte 2001 mit der Errichtung eines Fördertums am Eingangstor der Stadt ihrer Geschichte ein Denkmal. 2002 fand im ehemaligen Eisenwerk Maximilianshütte der 34. Bayerische Nordgautag unter dem Motto „Industrie und Kultur – Glückauf der Oberpfalz“ statt. Die Stadthalle, damals noch Mehrzweckhalle, wurde 2005 festlich zusammen mit der Maximilian-Grundschule eingeweiht. Sportveranstaltungen begleiteten die Festtage. Auch die Grundschule wurde in diesem Jahr eingeweiht, die später dann den Namen Maximilian-Grundschule erhielt. Im gleichen starb Ehrenbürger Heinrich Graf von der Mühle-Eckart im Alter von 94 Jahren in Leonberg und Ehrenbürger Helmut Läpple im Alter von 89 Jahren in seinem Heimatort Weinsberg. Am 18. Juli 2006 starb Altbürgermeister und Ehrenbürger Hubert Humbs im Alter von 75 Jahren. Er war von 1966 bis 1996 Mitglied des Gemeinderats, davon sechs Jahre ehrenamtlicher Zweiter und achtzehn Jahre hauptamtlicher Erster Bürgermeister.
Bis heute gibt es in Maxhütte-Haidhof die nach dem verurteilten Kriegsverbrecher benannte Friedrich-Flick-Straße. Der Rat der Stadt hat eine Umbenennung der Straße am 12. Juni 2009 einstimmig abgelehnt. Die CSU-Fraktion im Rat führte als Begründung an, die Bevölkerung sähe bei Flick „zu Recht die positiven Dinge“. Die SPD-Fraktion meinte: „Kein Ortsansässiger hat etwas gegen den Namen, und deshalb soll er auch bleiben“. Bürger anderer Meinung formierten sich in der „Projektgruppe Zwangsarbeit“.
Am 1. Juli 2009 überreichte die Erste Bürgermeisterin Susanne Plank in einer Festsitzung des Stadtrats Rudolf Schels die Urkunde zur Ehrenbürgerwürde der Stadt. Rudolf Schels ist der Gründer des Netto Marken-Discounts und verantwortlich für die Ansiedlung der Netto-Zentrale in Ponholz mit derzeit 900 Arbeitsplätzen. Im Jahr 2013 feierte die Stadt Maxhütte-Haidhof „60 Jahre Stadterhebung 1953–2013“.
2017 wurde Altbürgermeister Detlev Richter zum Ehrenbürger der Stadt Maxhütte-Haidhof ernannt. Seit 2018 gibt es auf Schloss Pirkensee eine neue Traustätte für standesamtliche Hochzeiten der Stadt Maxhütte-Haidhof. Ab 1. April 2019 bietet die Stadt Maxhütte-Haidhof einen eigenen Einkaufsgutschein, den „Maxhütter Groschen“ an. Seit Juni 2019 gibt es im Stadtpark ein Projekt „Baumart“, bei dem der Künstler Florian Zeitler Kunstwerke in den Wald eingearbeitet hat.
Im November 2020 wurde Pfarrerin Hanna Stahl als neue Pfarrerin der Segenskirche Maxhütte-Haidhof für die evangelisch-lutherische Kirchengemeinde Maxhütte-Haidhof/Teublitz in der katholischen Kirche St. Barbara installiert. Im April 2021 wurde Susanne Plank offiziell die Ehrenbezeichnung Altbürgermeisterin verliehen.

### Einwohnerentwicklung
| Jahr | Einwohner |
| ---- | --------- |
| 1820 | 175       |
| 1905 | 788       |
| 1925 | 1.470     |
| 1933 | 1.734     |
| 1950 | 3.037     |
| 1961 | 9.365     |
| 1970 | 9.855     |
| 1987 | 8.893     |
| 1991 | 9.246     |
| 1993 | 9.544     |

| Jahr | Einwohner |
| ---- | --------- |
| 1995 | 09.907    |
| 2000 | 10.136    |
| 2003 | 10.566    |
| 2005 | 10.536    |
| 2007 | 10.475    |
| 2008 | 10.474    |
| 2009 | 10.466    |
| 2010 | 10.554    |
| 2011 | 10.524    |
| 2012 | 10.622    |

| Jahr | Einwohner |
| ---- | --------- |
| 2013 | 10.698    |
| 2014 | 10.894    |
| 2015 | 10.941    |
| 2016 | 11.108    |
| 2017 | 11.383    |
| 2018 | 11.598    |
| 2019 | 11.662    |
| 2020 | 11.739    |
| 2021 | 11.945    |

## Politik

### Stadtrat
Der Stadtrat setzt sich seit 1. Mai 2020 folgendermaßen zusammen:

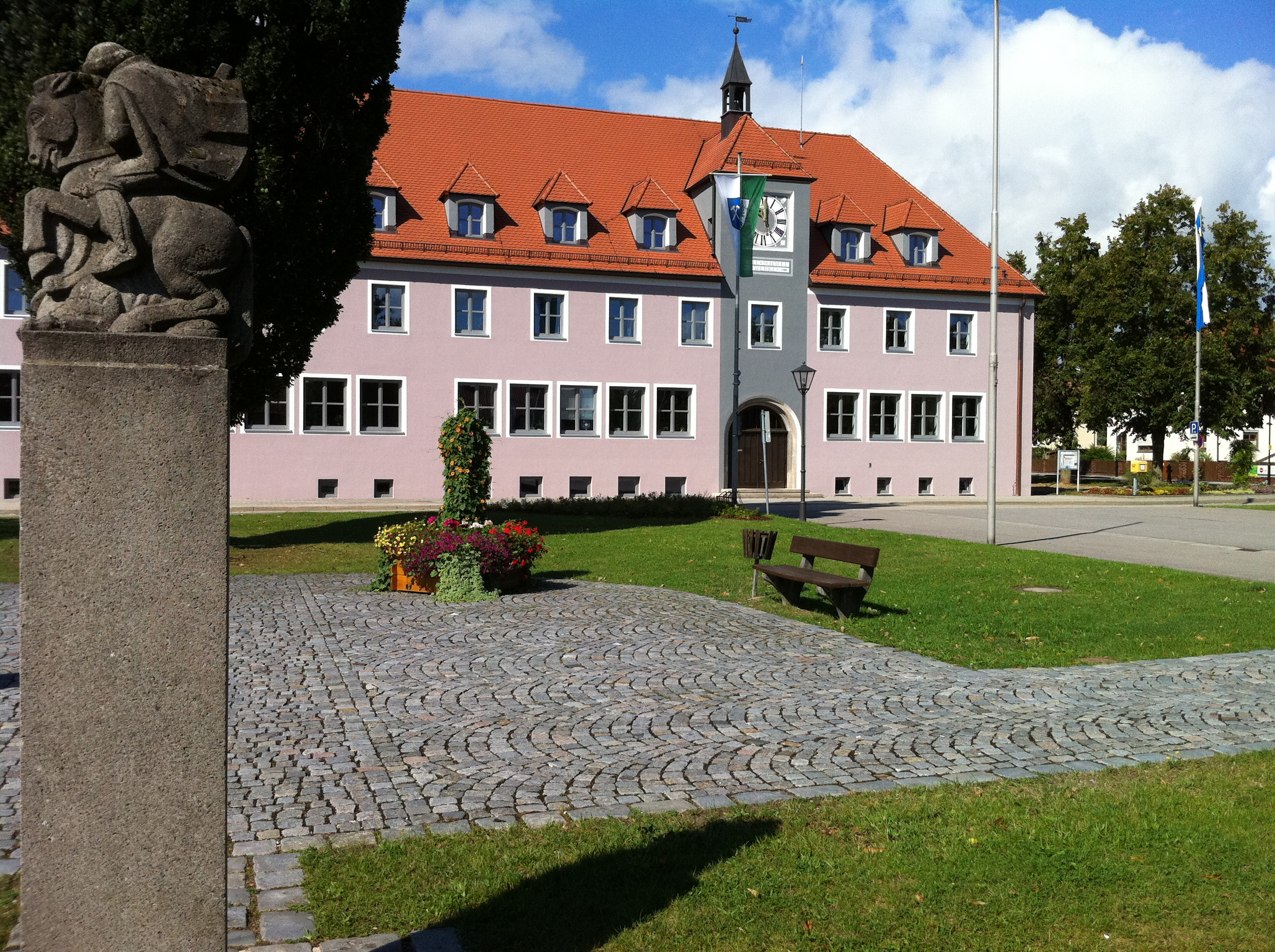
Rathaus mit Kriegerdenkmal

| Partei / Liste                                  | Stimmenanteil | Sitze |
| CSU                                             | 31,5 %        | 8     |
| SPD                                             | 22,9 %        | 6     |
| Bündnis 90/Die Grünen                           | 10,3 %        | 2     |
| UWM (Unabhängige Wähler Stadt Maxhütte-Haidhof) | 13,6 %        | 3     |
| Freie Wähler                                    | 08,3 %        | 2     |
| JU (Junge Union Maxhütte-Haidhof)               | 07,8 %        | 2     |
| SBM Soziale Bürger Maxhütte                     | 04,0 %        | 1     |

### Bürgermeister
Erster Bürgermeister ist seit 1. Mai 2020 Rudolf Seidl (Unabhängige Wähler Maxhütte-Haidhof), der sich in der Stichwahl am 29. März 2020 gegen Matthias Meier (CSU) mit 56,7 % durchsetzte. Susanne Plank (CSU) ist nach zwölf Jahren nicht mehr zur Wahl angetreten.

### Wappen
| Wappen Stadt Maxhütte-Haidhof | Blasonierung: „Gespalten von Silber und Blau, vorne eine bewurzelte grüne Tanne, hinten ein gekreuzter silberner Schlägel und Eisen“ |
| Wappen Stadt Maxhütte-Haidhof | Wappenbegründung: Die Tanne symbolisiert den von Maxhütte bis 1938 geführten Gemeindenamen Ibenthann und den Sauforst bei Burglengenfeld, in dessen braunkohlereichen Waldflächen sich seit Mitte des 19. Jahrhunderts das Eisen- und Stahlwerk Maxhütte entwickelt hatte. Die Bergmannsgeräte, das sogenannte Gezäh, und die Feldtingierung in den Landesfarben Silber und Blau unterstreichen die Bedeutung der Gemeinde für den bayerischen Kohlebergbau und die Großindustrie. Wappenführung seit dem Jahre 1956. Rechtsgrundlage: Übernahme des Wappens der Stadt Maxhütte von 1953 durch Beschluss des Stadtrats von Maxhütte-Haidhof und Zustimmung des Staatsministeriums des Innern. |

## Kultur und Sehenswürdigkeiten

### Schloss Pirkensee
In den Jahren 1731 bis 1734 entstand die heutige barocke Dreiflügelanlage mit den prägenden vier Eckzwiebeltürmen und Park-Anlage. Das Gebäude ist ein einfacher, aber gut gegliederter dreigeschossiger Bau. In der Schlosskapelle St. Anna befindet sich ein prächtiges Fresko von Cosmas Damian Asam. Es war ehemals im Besitz der Teuffel von Birkensee, danach der Grafen von der Mühle-Eckart. 1990 kaufte ein Frankfurter Bauunternehmer das Schloss Pirkensee, um es in ein Tagungshotel umzuwandeln, was aus finanziellen Gründen nicht realisiert wurde. Am 7. Oktober 1999 zerstörte ein Brand große Teile dieses Kulturguts. Die Außenfassade wurde wieder restauriert.

### Altes Gschlössl in Leonberg
Der Name „Gschlössl“ ist eigentlich irreführend, handelt sich doch um eine typisch mittelalterliche Burganlage, die bis ins 15. Jahrhundert auch nur „Veste“ genannt wurde. Im Dreißigjährigen Krieg zerstört, baute man danach das Hauptgebäude wieder auf und machte daraus, dem damaligen Zeitgeschmack entsprechend, einfach ein „Schlössl“.
Erbaut wurde die Veste Limperc im 10. Jahrhundert. Während seiner langen Geschichte wechselten oftmals die Besitzer. Zwischen 1400 und 1415 saßen dort die Gnändorfer. Diese überfielen Regensburger Kaufleute, raubten sie aus, warfen sie ins Verlies und erpressten Lösegeld. Die Burg erwarb sich dadurch den zweifelhaften, aber auch so geheimnisvoll und mystisch verklärt anmutenden Ruf, eine „richtige Raubritterburg“ zu sein. Eine Fülle schauerlicher Geschichten und Sagen rankt sich um das Gemäuer.
Die Burg steht auf dem östlichsten Kalkfelsen des Jurakarstgebietes. Östlich davon findet sich sofort das für den Bayerischen Wald typische Granitgestein. Einstmals gab es vier runde Türme, von denen heute aber nur noch zwei teilweise erkennbar sind. Auch die früher mächtige Umfassungsmauer und der Burggraben lassen sich nur mehr erahnen. Wie bei vielen Burgen weiß der Volksmund von einem unterirdischen Gang, den die Bewohner bei Gefahr benutzten. Dieser Fluchtweg führte in südwestlicher Richtung über einen Kilometer bis zur heutigen Herz-Jesu-Kapelle in der Nähe des Kalvarienberges. Der Gang dürfte heute teilweise eingestürzt und verschüttet sein. Im Dorf erzählt man sich, dass einige Anrainer noch bis vor wenigen Jahren ihr Abwasser in diesen Gang abgeleitet hätten.
Das „Gschlössl“ ist bewohnt und gehört sieben Eigentümern.

### Neues Schloss in Leonberg
Nach dem Dreißigjährigen Krieg verließen die Burgherren die zerstörte Burg („Gschlössl“) und lebten danach Jahrhunderte in anderen zur Hofmark gehörenden Schlössern wie Fischbach, Stefling oder Pirkensee. Nur die Verwaltung des Besitzes blieb in Leonberg. Dazu nutzte man einen früheren Edelmannssitz, ein großer dreistöckiger Bau mit Walmdachnach in Form eines Hammerschlosses.
Erst um 1890 begann die „gräfliche Familie von der Mühle Eckart“ dieses Gebäude umzubauen und die jetzige neubarocke Fassade, die nach Plänen des wohl berühmtesten Architekten des 19. Jahrhunderts, Leo von Klenze, gestaltet wurde, aufzubringen. Der zum Ensemble gehörende Schlosspark gilt als einer der schönsten Bayerns. Er ist für die Allgemeinheit nicht zugänglich.
Erwähnenswert ist, dass der amerikanische General George S. Patton, Oberbefehlshaber der 3. Armee, ab 23. April 1945 mehrere Wochen im Schloss Leonberg Quartier nahm. Damals soll im Schloss alles mitgenommen worden sein, was nicht niet- und nagelfest war.
Heute bewohnt das Schloss die gräfliche Familie von der Mühle-Eckart.

### Sport
In Maxhütte-Haidhof gibt es drei große Sportvereine. Dies sind der FC Maxhütte-Haidhof, der SV Leonberg und der ATSV Pirkensee-Ponholz.

## Wirtschaft und Infrastruktur

### Wirtschaft einschließlich Land- und Forstwirtschaft
Der Ort war jahrhundertelang durch Bergbau und Eisenindustrie geprägt und wurde wirtschaftlich schwer von der Schließung der Maxhütte und dem Verlust weiterer Industriebetriebe getroffen.
Es gab im Jahr 2020 nach der amtlichen Statistik 3052 sozialversicherungspflichtig Beschäftigte am Arbeitsort. Sozialversicherungspflichtig Beschäftigte am Wohnort gab es insgesamt 5146. Im verarbeitenden Gewerbe gab es drei, im Bauhauptgewerbe 12 Betriebe.
Im Jahr 2016 gab es zudem 23 landwirtschaftliche Betriebe mit einer landwirtschaftlich genutzten Fläche von insgesamt 1242 ha. Davon waren 994 ha Ackerfläche und 247 ha Dauergrünfläche.

### Verkehr
- Bahnhof Maxhütte-Haidhof an der Bahnstrecke Regensburg–Weiden
- Autobahnanschlussstelle A 93 Ponholz

### Bildung
- Maximilian-Grundschule Maxhütte-Haidhof
- Mittelschule Maxhütte-Haidhof
- Sonderpädagogisches Förderzentrum Maxhütte-Haidhof
- Volkshochschule im Städtedreieck, Sitz Maxhütte-Haidhof

Das Johann-Michael-Fischer-Gymnasium und die Realschule am Kreuzberg sind in der Nachbarstadt Burglengenfeld zu finden.

## Kirchen
Im Stadtgebiet Maxhütte-Haidhof gibt es eine evangelisch-lutherische Kirchengemeinde und vier katholische Pfarreien.
- Katholische Pfarreien: Stadtpfarrei St. Barbara in Maxhütte-Haidhof, Pfarrei St. Leonhard in Leonberg, Pfarrei St. Josef in Rappenbügl und Pfarrei Christ-König in Pirkensee.
- Evangelisch-Lutherische Kirchengemeinde Maxhütte-Haidhof

### Stadtpfarrei St. Barbara

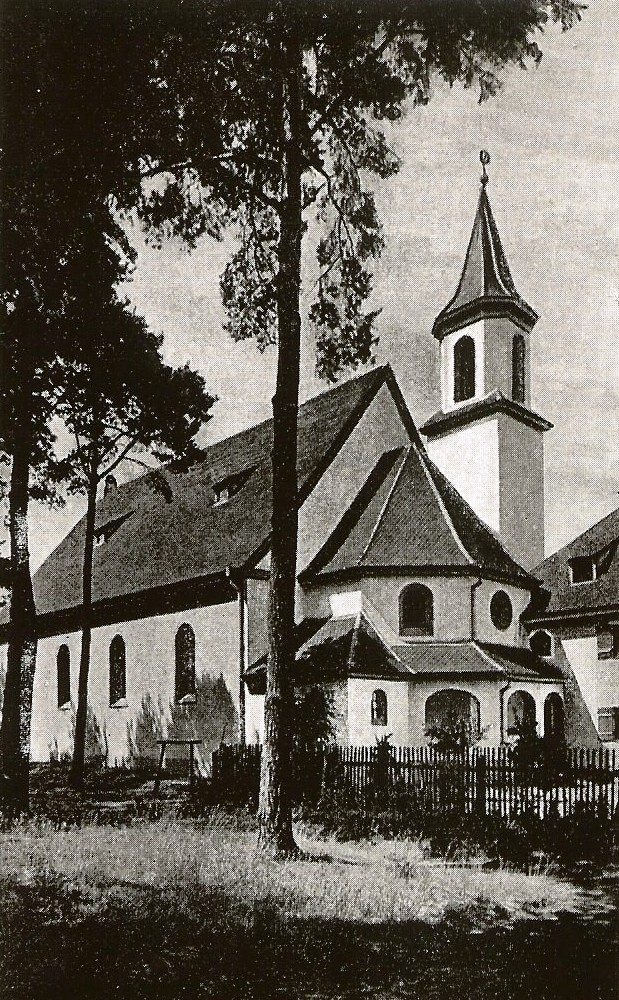
Friedhofskirche St. Barbara

Die Stadtpfarrei St. Barbara ging 1920 aus der Pfarrei Leonberg hervor. Initiative gaben dafür ein kleiner Kreis von Männern, der am 14. November 1920 den „Kirchenbauverein Hl. Barbara“ gründete, mit dem Ziel, in Maxhütte eine eigene katholische Kirche zu bauen und eine Seelsorgestelle zu errichten.
Nachdem die Formalitäten erfüllt waren, begann der Verein 1921 einen wahren Feldzug um die Mittel des geplanten Kirchenhauses. Mit einer „Allgemeinen Landeskirchensammlung außer der Reihe“ wurde in den acht Diözesen Bayerns gesammelt. Pius XI. ließ mit Schreiben vom 10. Dezember 1923 einen Betrag von 5000 Lire überweisen (nach „Meyers Konversations-Lexikon, 14, 1909, Münzen“ entsprach dies einem Wert von 81.000 Mark). Das Schreiben trägt die Unterschrift des Apostolischen Nuntius Eugenius Pacelli, des späteren Papstes Pius XII.
Ebenfalls 1921 wandte sich der Vorstand des neu gegründeten Vereins an die Generaldirektion der Maxhütte mit der Bitte um einen unentgeltlichen Bauplatz. An einer Zusage der Werksverwaltung war nicht zu zweifeln und so wurde dem Kirchenbauverein ein großes Waldgrundstück im Westen der wachsenden Stadt zur Verfügung gestellt.
Der große Erfolg der Landeskirchensammlung, die Unterstützung der Diözese, des Vatikans, der staatlichen Behörden und des Eisenwerks ließen es zu, dass bereits am 19. März 1922 die Grundsteinlegung im Rahmen eines Festgottesdienstes, zu dem auch der damalige Präsident des Landtags Geheimrat Held und verschiedene Mitglieder des Aufsichtsrates der Maxhütte kamen, erfolgen konnte.

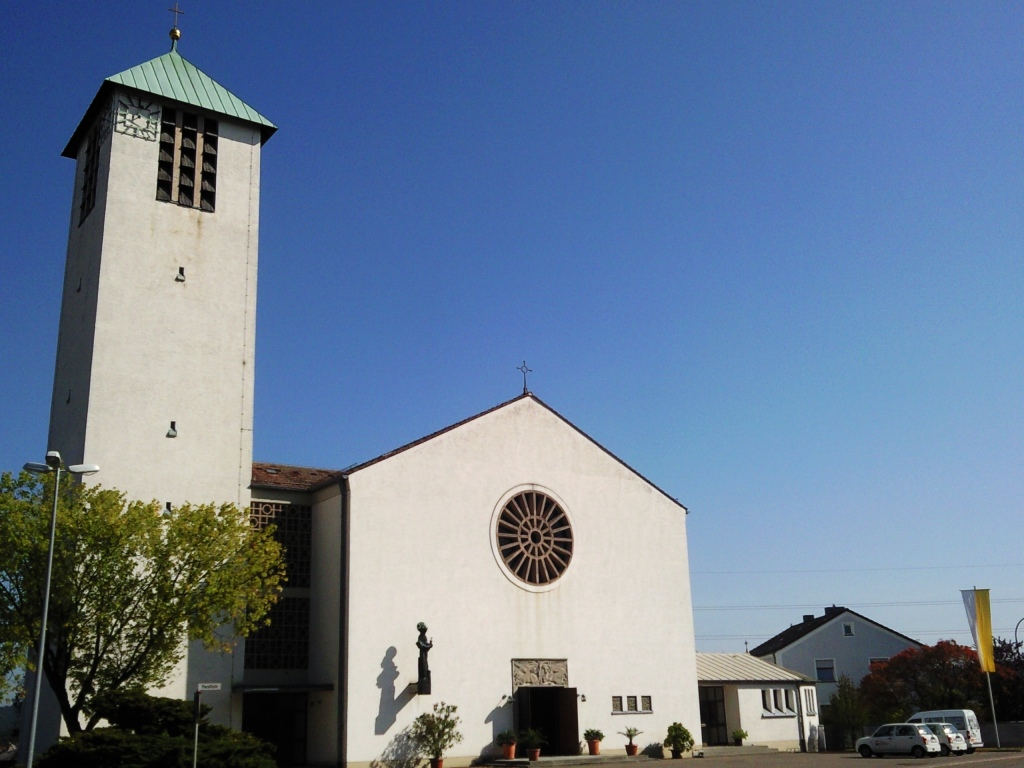
Pfarrkirche St. Barbara

Am 15. Juli 1923 wurde die Kirche von Bischof Anton von Henle konsekriert. Unter Anderen nahmen an diesem Gottesdienst der Staatsminister für Unterricht und Kultus Matt sowie der Staatsminister für Arbeit und soziale Fürsorge Oswald teil. Nun hatte Maxhütte zwar eine eigene Pfarrei, lag aber noch unter der seelsorgerischen Betreuung des Pfarramtes Leonberg. Am 15. August 1926 wurde dann die Errichtung einer katholischen Pfarrei in Maxhütte vom Ministerium für Unterricht und Kultus genehmigt und der bereits in Maxhütte als Seelsorger weilende Religionslehrer Anton Pronadl wurde schließlich zum ersten Pfarrer der Industriegemeinde Maxhütte berufen.
Als diese Pfarrkirche für die wachsende Bevölkerung langsam zu klein wurde, beschloss man Anfang der 1960er eine neue Pfarrkirche zu bauen. So fand am 31. Juli 1960 mit Domkapitular Kuffner die Grundsteinlegung statt. Die kirchliche Weihe erhielt die neue Pfarrkirche am 24. September 1961 durch Weihbischof Joseph Hiltl und Stadtpfarrer Rohrmayer.
Als symbolischer Dank trägt die Straße, in der die neue Pfarrkirche ihren Platz hat, zu Ehren des edlen Spenders im Vatikan – Pius XII. – den Namen Pacellistraße.
Zur Pfarrei gehören aktuell mit der Stadtpfarrkirche St. Barbara die Alte Pfarrkirche St. Barbara und die Kapelle zu Ehren Johannes des Täufers in Roding.

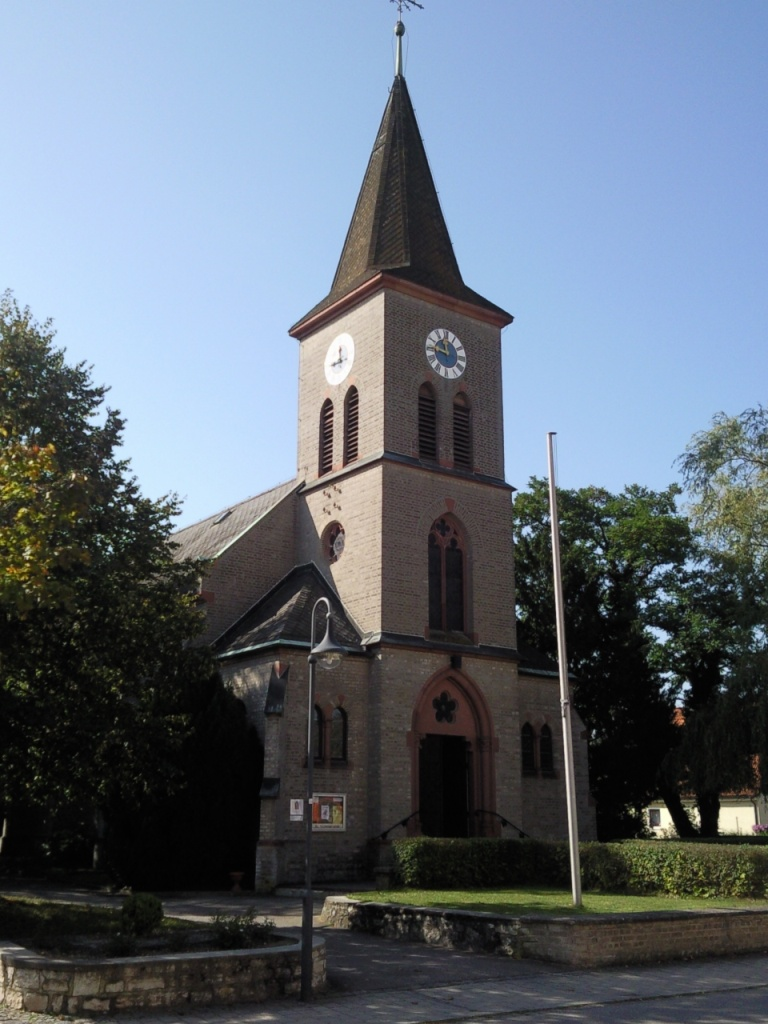
Segenskirche Maxhütte

### Evangelisch-lutherische Kirchengemeinde Maxhütte-Haidhof
„Schon jahrelang,“ so wird 1887 berichtet, „bestand die Absicht in Maxhütte für die katholische und protestantische Gemeinde, die stets im besten Einvernehmen miteinander lebten, eine Simultankirche zu erbauen; jedoch wurden die Versuche hierzu immer wieder aufgegeben.“
Die Zahl der evangelischen Christen in Maxhütte und Umgebung war zu dieser Zeit auf über 200 angewachsen und es fand vier- bis sechsmal jährlich ein Gottesdienst in zwei kleinen Schulzimmern statt. Da die Kirchenbesucher auf zwei Räume verteilt waren, konnte nur eine Hälfte den Geistlichen überhaupt zu Gesicht bekommen. Jedes Mal musste der Altar – zugleich Kanzel – mit großer Mühe erst auf- und nach dem Gottesdienst wieder abgebaut werden.
Diese misslichen Umstände veranlassten am 16. November 1887 die Gründung des „Evangelischen Vereins in Maxhütte und Umgebung“, dessen Ziel die Erbauung einer protestantischen Kirche in oder bei Maxhütte war. Ab Januar 1888 wurde für den Bau des Gotteshauses gesammelt.
Am 12. April 1891 erfolgte dann die Grundsteinlegung. Im Maiheft 1891 des „Boten des Gustav-Adolf-Vereins aus Thüringen“ findet sich folgender Auszug anlässlich dieses Festes: „Aus der ganzen Umgebung strömten die Glaubensgenossen zusammen, ein alter Mann von 70 Jahren kam 4 Stunden weit zu Fuß hergewandert, auch erschienen sämtliche Beamten der Maxhütte, wie überhaupt deren Einwohner ohne Unterschied von Konfession. […] Zum Abschluss der Feier sang der Sängerbund Maxhütte Beckers unsterblichen Männerchor ‚Das Kirchlein‘.“
Im Juli 1891 belief sich das verfügbare Baukapital auf ca. 19.500 Mark. Die Finanzierung der Kirche war damit sichergestellt und bis zum Herbst des gleichen Jahres wurde der gotische Backsteinbau, so wie er heute zu sehen ist, nach den Plänen des Architekten Lemmers aus München fertiggestellt.

## Persönlichkeiten

### Ehrenbürger
- Josef Weigl, Direktor (verliehen 1961)
- Karl Maag, Pfarrer (verliehen 1967; Ehrenbürger in der damaligen Gemeinde Leonberg)
- Hermann Gierl, Bürgermeister (verliehen 1978)
- Heinrich Graf von der Mühle-Eckart (verliehen 1985)
- Hubert Humbs, Bürgermeister (verliehen 1996)
- Adalbert Brunner, Pfarrer (verliehen 2001)
- Helmut Läpple (1916–2005), Unternehmer (verliehen 2003)
- Rudolf Schels, Unternehmer (verliehen 2009)
- Detlev Richter, Altbürgermeister (verliehen 2017)

### Söhne und Töchter der Stadt
- Xaver Hartmann (1776–1850), in Ponholz geborener Brauer, Landwirt und Politiker
- Elise Beck (1855–1912), in Ponholz geborene Schriftstellerin
- Franz Florian Winter (1923–2010), Metzgermeister, Unternehmer und Politiker
- Eduard Schleinkofer (1926–2013), in Pirkensee geborener Gewerkschafter und Bezirksleiter der IG Metall
- Heribert Popp (* 1954), Professor an der TH Deggendorf
- Irmgard Gietl (1929–2023) – aus Maxhütte-Winkerling: Sie organisierte Demonstrationen und Mahnwachen gegen die Wiederaufarbeitungsanlage Wackersdorf (WAA), mobilisierte Freunde und Bekannte und strickte tausende „Widerstandssocken“ für die Demonstrierenden (Irmgard und die Widerstandssocken).[19] Sie ist „Aufrechter Gang“-Preisträgerin[20] und 2022 erhielt sie für ihr Engagement gegen die WAA den Ehrenpreis des Nuclear-Free Future Award für ihr Lebenswerk.[21]

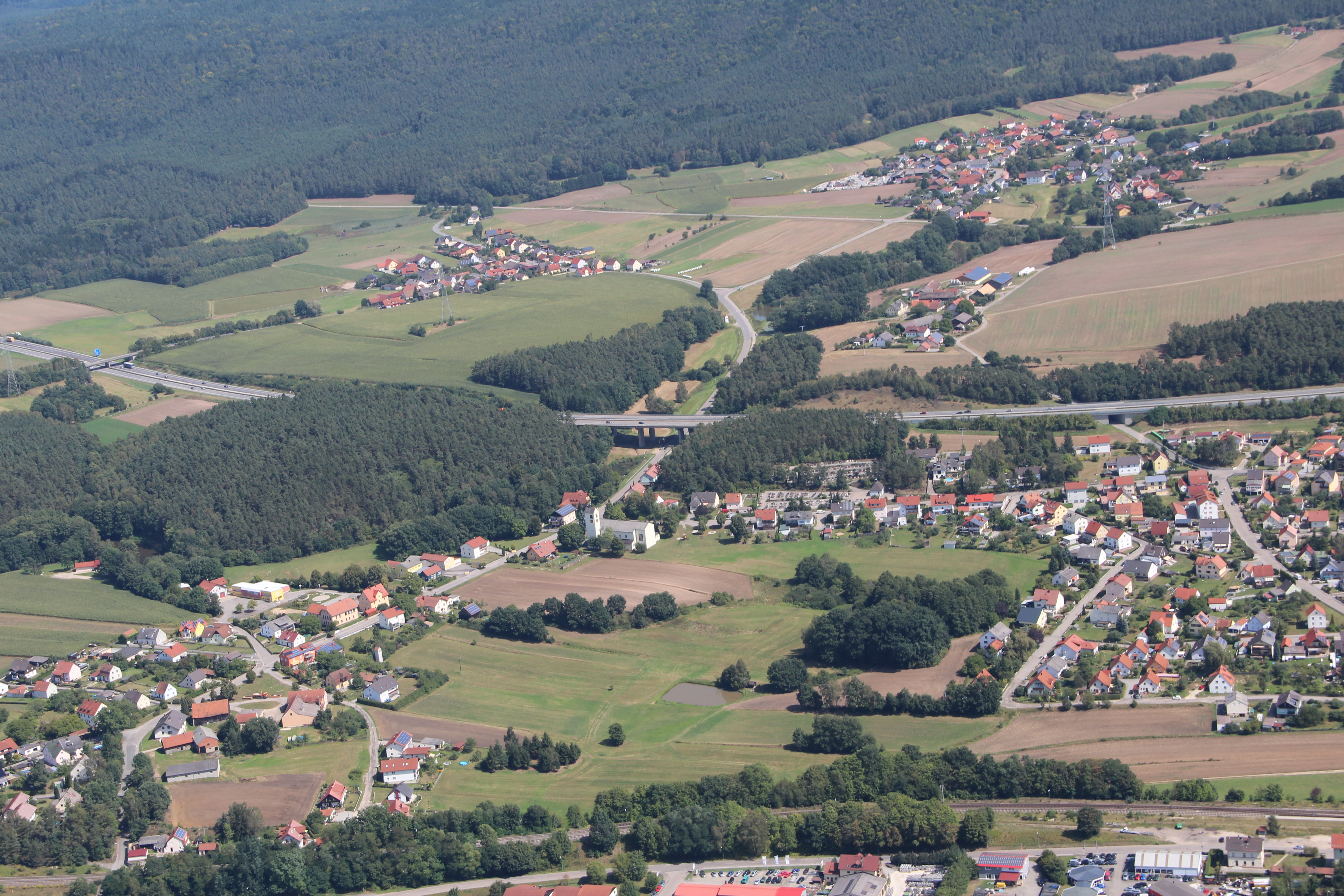
Rappenbügl, Katzheim, Meßnerskreith (2012)
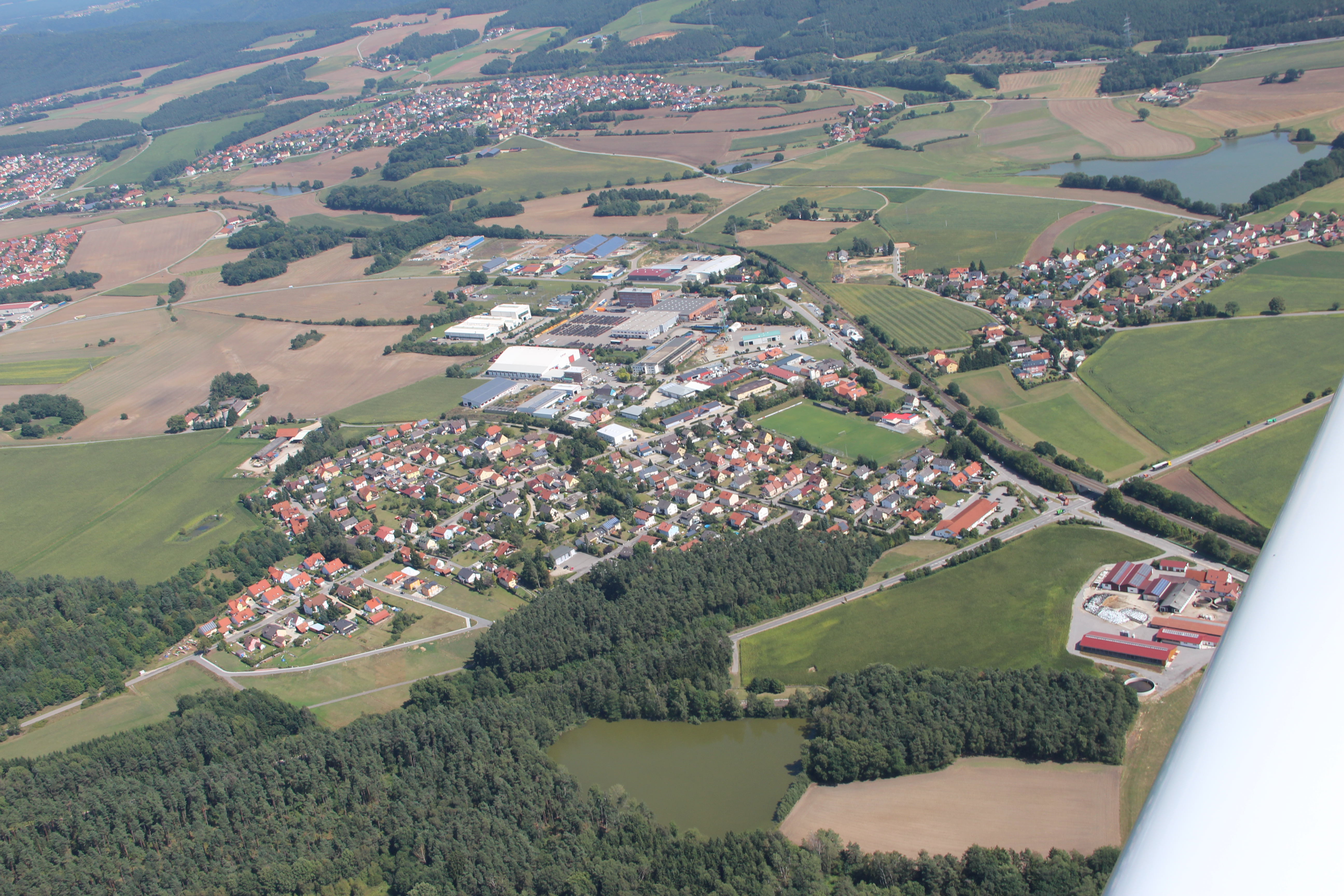
Birkenzell, Leonberg (2012)
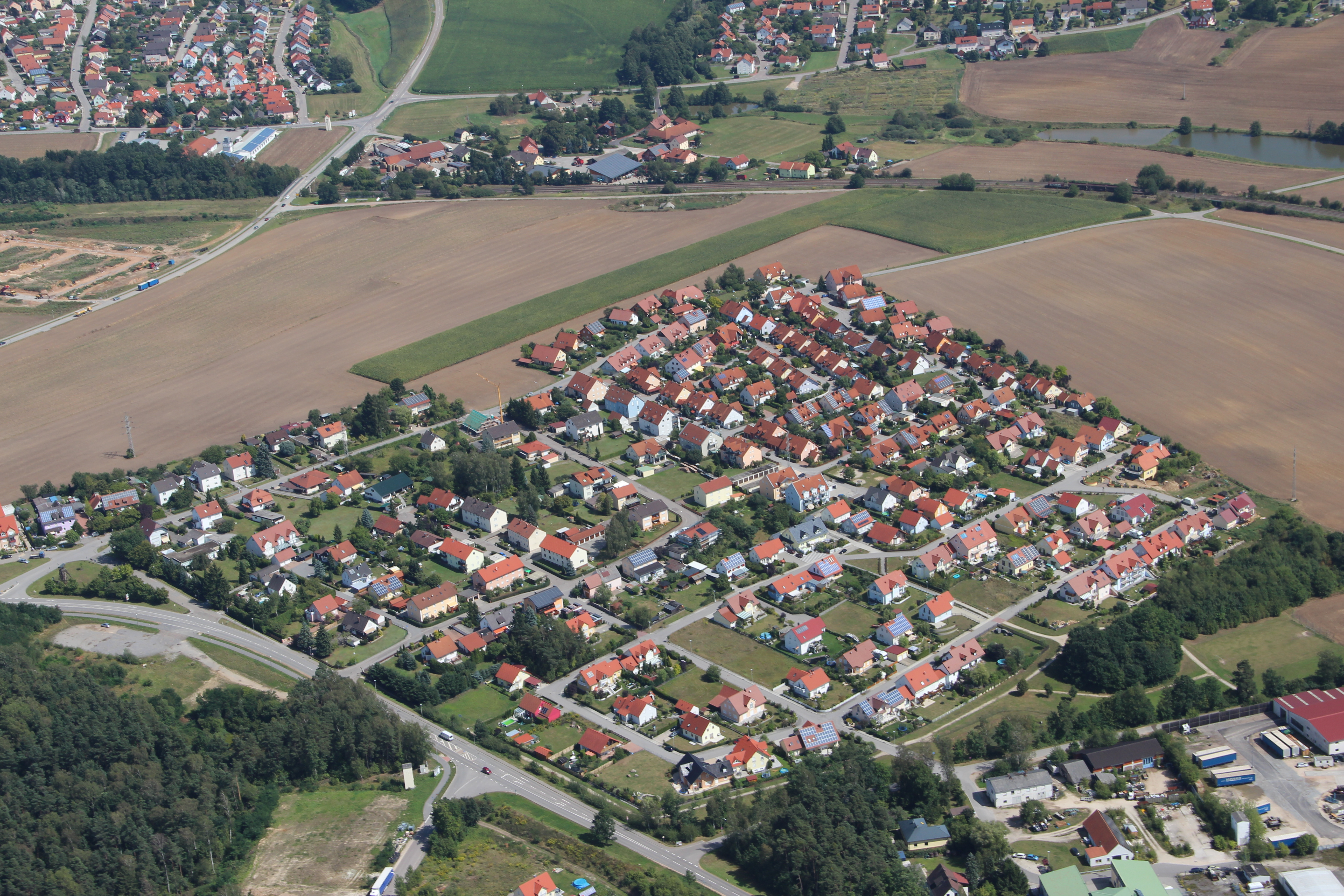
Deglhof (2012)
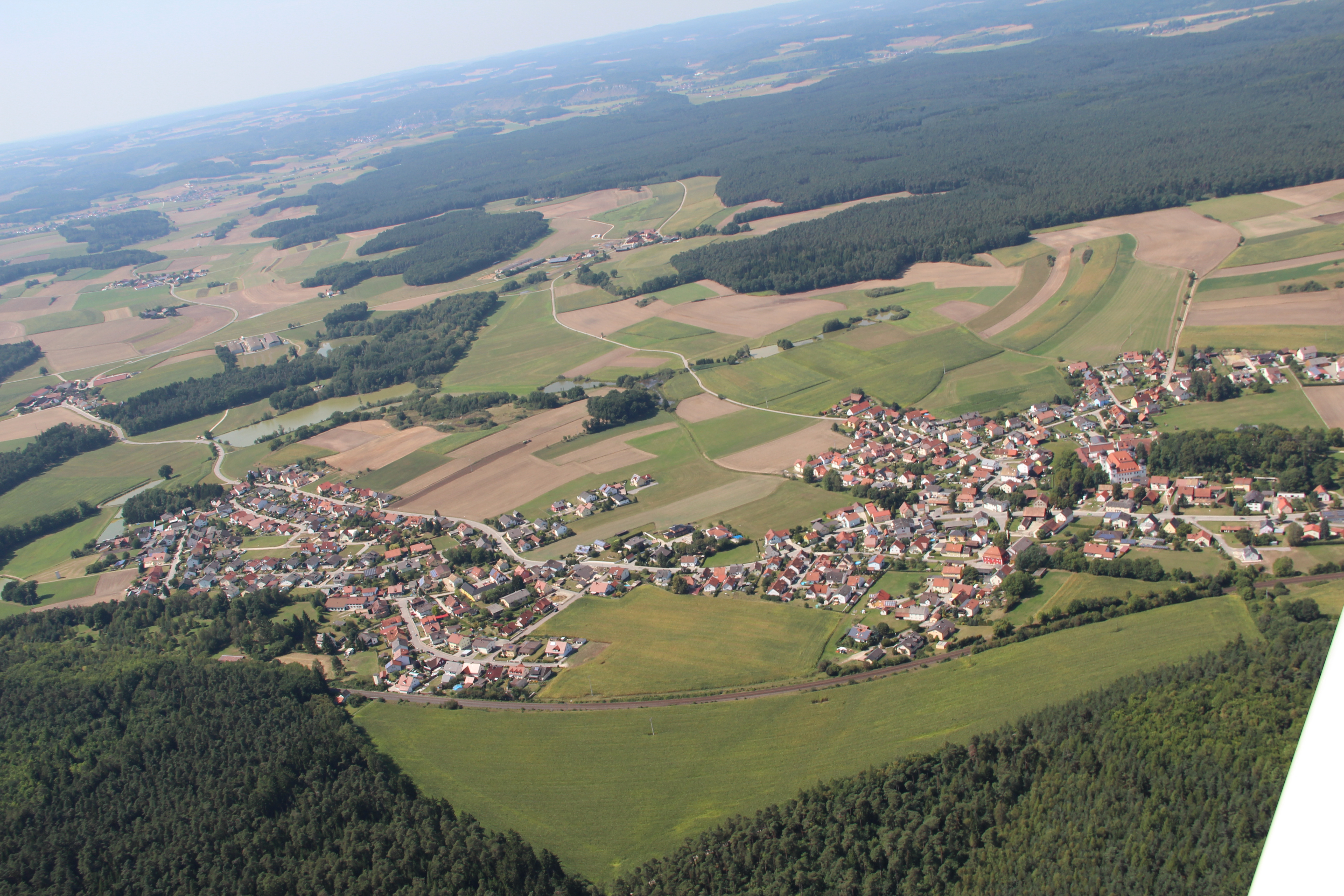
Ziegelhütte, Pirkensee (2012)